# LAPAN-TUBSAT
LAPAN-TUBSATはインドネシア初の地球観測衛星。

## 概要
インドネシア国立航空宇宙研究所（LAPAN）とドイツのベルリン工科大学（TU Berlin）との共同ミッションで、LAPAN側が衛星の技術提供を受けた。
ベルリン工科大学のDLR-TUBSATをベースとし、縦横45cm、高さ27cmほどの超小型衛星で、高解像度カメラ1台と低解像度カメラ1台の計2台を搭載している。3軸姿勢制御を採用し、設計寿命は1年。
2007年1月10日にインドのPSLVロケットによって打ち上げられ、高度637kmの太陽同期極軌道に投入された。
技術的実験、地球観測、姿勢制御実験を行った。後継機となるLAPAN-A2の開発が進められている。